# Giobatta Monti
Giobatta Monti (La Spezia, ... – 1615) è stato un poeta italiano.

## Biografia
Poeta nativo di La Spezia, fu un autore di lingua toscana e genovese. Note sono una sua commedia e due poesie enconomiastiche dedicate ai dogi genovesi Gerolamo Assereto (1607) ed Agostino Pinelli Luciani (1609).
Monti morì assassinato nel 1615.

## Opere
- Comedia